# Usztyjai járás

Az Usztyjai járás az Arhangelszki területen

Az Usztyjai járás (oroszul Устьянский муниципальный район) Oroszország egyik járása az Arhangelszki területen. Székhelye Oktyabrszkij.

## Népesség
- 1989-ben 45 352 lakosa volt.
- 2002-ben 37 131 lakosa volt.
- 2010-ben 30 581 lakosa volt.